# سمیرا موسی
سمیرا موسی یا سمیرا موسی علی (۳ مارس ۱۹۱۷ – ۱۵ اوت ۱۹۵۲) دانشمند و فیزیکدان اتمی مصری بود. او اولین زن فیزیکدان هسته‌ای مصری است که دارای مدرک دکترا در رشته پرتو یونیزان بود.
او امیدوار بود که کارش روزی به درمان‌های پزشکی مقرون‌به‌صرفه و استفاده صلح‌آمیز از انرژی اتمی منجر شود. او کنفرانس انرژی اتمی برای صلح را سازماندهی کرد و از فراخوانی حمایت کرد که منجر به برگزاری یک کنفرانس بین‌المللی با شعار «اتم برای صلح» شد. او اولین زنی بود که در دانشگاه قاهره کار کرد.

## زندگی اولیه و آموزش
موسی در سال ۱۹۱۷ در استان غربیه مصر متولد شد. مادرش بر اثر سرطان درگذشت و پدرش موسی علی یک فعال سیاسی مشهور بود. او به همراه دخترش به قاهره نقل مکان کرد و پول خود را در یک هتل کوچک در منطقه الحسین سرمایه‌گذاری کرد. موسی با اصرار پدرش، در مدرسه ابتدایی کسر الشوک، یکی از قدیمی‌ترین مدارس قاهره، تحصیل کرد. پس از اتمام تحصیلات ابتدایی، به مدرسه بنات الاشرف که توسط پدرش ساخته و مدیریت می‌شد، پیوست.
اگرچه موسی در تحصیلات متوسطه نمرات بالایی کسب کرد و می‌توانست در رشته مهندسی مشغول به کار شود، اما اصرار داشت که به دانشکده علوم دانشگاه قاهره بپیوندد. در سال ۱۹۳۹، موسی پس از تحقیق در مورد اثرات تابش اشعه ایکس بر روی مواد مختلف، مدرک کارشناسی رادیولوژی را با رتبه اول دریافت کرد. دکتر مصطفی مشرفه، اولین رئیس دانشکده، به دانشجوی خود آنقدر ایمان داشت که به او کمک کرد تا به یک مدرس برجسته در دانشکده تبدیل شود. پس از آن، او اولین استادیار در همان دانشکده، اولین زنی که دارای مقام دانشگاهی شد و اولین کسی که مدرک دکترا در رشته تابش اتمی دریافت کرد، شد.

## مرگ
موسی در ۱۵ اوت ۱۹۵۲ در یک تصادف رانندگی در نزدیکی شریدان، وایومینگ، در حالی که برای تعطیلات سفر می‌کرد، درگذشت. او در یک خودروی سدان بیوک مدل ۱۹۵۲ به همراه راننده‌اش، آرلینگ اوروین کرسلر، کارمند غیرنظامی نیروی هوایی ایالات متحده که در واشینگتن دی سی مشغول به کار بود، سوار بر خودرو بود که کنترل خودرو از دست رفت و به عمق ۱۶ متر به دره‌ای به عمق ۹٫۱ متر سقوط کرد. هر دو در محل حادثه در کنار بزرگراه‌های ۱۴–۱۶ ایالات متحده، در ۲۹ کیلومتری شرق کلیرمونت، وایومینگ، جان باختند. ترتیباتی برای ارسال جسد او از طریق هوا به قاهره داده شد.
البیان، منبع خبری اماراتی، با استناد به شرایط مرگ او، شایعاتی مبنی بر قتل موسی توسط موساد اسرائیل با کمک رقیه ابراهیم، بازیگر یهودی-مصری، مطرح کرد.